# Gottfried Wilhelm Sacer
Gottfried Wilhelm Sacer, född den 11 juli 1635 i Naumburg an der Saale, död den 8 september 1699 i Wolfenbüttel, var en tysk jurist och psalmförfattare.

## Biografi
Gottfried Wilhelm Sacer studerade i Jena och utsågs 1657 till sekreterare hos en von Platen i Berlin. Sedermera blev han regementssekreterare och fänrik under överste von Mollison i Lüneburg. Sacer promoverades till juris doktor i Kiel och utnämndes till hovmästare hos några yngre adelsmän, med vilka han 1667 begav sig på längre resor till Danmark och Holland. 1671 utnämndes han till rätts- och kansleradvokat. Han entligades från denna tjänst 1683 och tillträdde istället som kammar- och amtsadvokat. År 1690 utnämndes han till kammarkonsulent. Sacer arbetade som hovadvokat och kammarkonsulent i Wolfenbüttel i tyska Niedersachsen. Han tillhörde den Gerhardtska psalmistkretsens främsta diktare. Flertalet av hans 65 psalmer, utgivna under titeln Durch trauern und plagen 1714, författade han redan under studentåren i Jena. Sacer är också representerad i danska Psalmebog for Kirke og Hjem. Hans måg superintendenten Nitsch utgav 1714 också hans psalmer i sångboken "Liebliche Lieder".
Psalmen GOTT dir sey Danck gegeben sägs vara översatt till svenska, Gud vare tack och ära, av kyrkoherden i Ovansjö Olof Smareus alternativt Jesper Svedberg. 

## Psalmer
- Gud vare tack och ära, texten översatt av Jesper Svedberg, senare bearbetad av Johan Olof Wallin
- Kom, jordens barn, eho du är, texten översatt av Joachim von Düben, senare bearbetad av Christopher Dahl